# Jay Hardway
Jay Hardway, de son vrai nom Jobke Heiblom (né le 27 avril 1991 à Drunen, est un disc jockey) et producteur musical néerlandais. Il est connu pour sa collaboration sur le titre Wizard avec Martin Garrix, en 2013 (numéro un sur Beatport et numéro sept du UK Singles Chart). Une première collaboration entre les deux artistes, Error 404, a lieu quelques mois auparavant mais a moins de succès, atteignant tout de même la 16e place du top 100 sur la plateforme de téléchargement Beatport[source secondaire nécessaire]. 

## Biographie
En 2017, il atteint un million d'abonnés sur la plateforme et publie le titre Thanks A Million en téléchargement gratuit[source secondaire nécessaire].

## Discographie
(juin 2025).

### Singles
- 2011 : Check Down
- 2012 : Registration Code (avec Martin Garrix)
- 2013 : Error 404 (avec Martin Garrix) [Doorn Records, Spinnin' Records]
- 2013 : Wizard (avec Martin Garrix) [Spinnin' Records]
- 2014 : Bootcamp [Spinnin' Records]
- 2014 : Freedom (avec Mike Hawkins) [Spinnin' Records]
- 2015 : Voodoo (avec DVBBS) [Spinnin' Records)
- 2015 : Wake Up [Spinnin' Records]
- 2015 : Electric Elephants [Spinnin' Records]
- 2016 : Stardust [Spinnin' Records]
- 2016 : El Mariachi (avec Bassjackers) [Spinnin' Records]
- 2016 : Dinosaur (avec Bassjackers) [Spinnin' Records]
- 2016 : Somnia [Spinnin' Records]
- 2016 : Spotless (avec Martin Garrix) [STMPD RCRDS B.V., Epic Amsterdam, Sony Music Entertainment Netherlands B.V.]
- 2016 : Amsterdam (AMF 2016 Anthem) [Spinnin' Records]
- 2016 : Home (avec Firebeatz) [Spinnin' Records]
- 2017 : Scio [Spinnin' Records]
- 2017 : Golden Pineapple [Spinnin' Records]
- 2017 : Need It [Spinnin' Records]
- 2017 : Thanks A Million [Spinnin' Premium, Spinnin' Records]
- 2017 : Wired (avec MOTi feat. Babet) [Spinnin' Premium, Spinnin' Records]
- 2018 : Coffee Please [Spinnin' Records]
- 2018 : Jigsaw (avec The Him) [Spinnin' Records]
- 2018 : Save Me (avec Mesto) [Spinnin' Records]
- 2018 : Solid [Spinnin' Records]
- 2018 : Let Me Tell You Something [Spinnin' Records]
- 2018 : EDM Bubble (avec Mike Cervello) [Spinnin' Records]
- 2018 : Paradigm [Spinnin' Records]
- 2019 : Aliens [Spinnin' Premium, Spinnin' Records]
- 2019 : Exhale [Spinnin' Records]
- 2019 : Lost [Spinnin' Records]
- 2019 : Vocal Chops [Spinnin' Premium, Spinnin' Records]
- 2019 : Counting Sheep [Spinnin' Records]
- 2019 : Wild Mind (feat. Tiffany Blom) [Spinnin' Records]
- 2020 : Operation Unicorn [Spinnin' Records]
- 2020 : Rollercoaster [Musical Freedom, Spinnin' Records]
- 2020 : Vibes [Spinnin' Records]
- 2020 : Run Baby Run (avec Tom & Jame, JGUAR) [STMPD RCRDS B.V.]
- 2020 : Put Em High (avec Robert Falcon feat. Therese) [Spinnin' Records]
- 2020 : It's Over (feat. Juliette Claire & Aidan O'Brien) [Heartfeldt Records, Spinnin' Records]
- 2020 : Kingdoms (avec Tungevaag) [Spinnin' Records]
- 2021 : Running To You (avec Robert Falcon) [Spinnin' Records]
- 2021 : Bird Song [Hardway Music]
- 2021 : In My Head [Heartfeldt Records, Spinnin' Records]
- 2021 : Outer Space [Hardway Music]
- 2021 : Bird Song (Frontliner Remix) [Hardway Music]
- 2021 : Million Reasons (feat. Zophia) [Heartfeldt Records, Spinnin' Records]
- 2021 : Like No Other (avec Lasso the Sun feat. Jaimes) [Spinnin' Records]
- 2021 : Till The Sun Comes Up (feat. PollyAnna) [Spinnin' Records]
- 2022 : I Wanna (avec RetroVision) [Spinnin' Records]
- 2022 : My Sweet Heaven (feat. Stealth) [Spinnin' Records]
- 2022 : No Good (avec Firebeatz) [Spinnin' Records]
- 2022 : Out Of My Mind [Future House Music]
- 2022 : Pieces [HEXAGON]
- 2023 : Call Me Anytime [Actuation]
- 2023 : Red Alert [Future House Music]
- 2023 : Lost Souls (avec Jeffrey Sutorius) [Revealed Music B.V.]
- 2023 : Energy (avec Tujamo feat. Bay-C) [Spinnin' Records]
- 2023 : The Sound [Actuation]
- 2023 : On Fire (feat. Nadia Gattas) [Rave Culture Music B.V.]
- 2023 : On The Run (avec SGNLS) [Smash The House]

### Remixes
- 2013 : Someday - You're In My Head [Brand New Live]
- 2013 : Margaret Berger - I Feed You My Love [Macho Records, Ultra Records]
- 2014 : Lethal Bizzle - The Drop [New State Music]
- 2016 : Bingo Players - Mode [Hysteria Records, Spinnin' Records]
- 2016 : Borgeous, tyDi feat. Dia - Over The Edge [Geousus Records, Armada Music B.V.]
- 2016 : Sam Feldt, Deepend feat. Teemu - Runaways [Spinnin' Remixes, Spinnin' Records]
- 2017 : Armin van Buuren feat. Josh Cumbee - Sunny Days [Armin Audio B.V., Armada Music B.V.]
- 2017 : Bassjackers, Lucas & Steve feat. Caroline Pennell - These Heights [Spinnin' Remixes, Spinnin' Records]
- 2019 : Hardwell feat. Conor Maynard, Snoop Dogg - How You Love Me [Revealed Music B.V., Spinnin' Remixes, Spinnin' Records]
- 2020 : Codeko - Bad At Being Alone [Musical Freedom, Spinnin' Records]